# Karlovac
Karlovac (původně německy Karlstadt) je město v Chorvatsku, správní středisko stejnojmenné župy. Nachází se 56 km jihozápadně od hlavního města Záhřebu u dálnice A1 a 130 km východně od Rijeky, v blízkosti hranic se Slovinskem. Protéká jím řeka Kupa, nedaleko také teče řeka Korana, do které se ještě vlévá řeka Mrežnica. 

## Klimatické poměry
Průměrná teplota v Karlovaci se pohybuje okolo 10 °C, ročně, v srpnu je nejvyšší (21,3 °C), v lednu nejnižší (-0,2 °C). Město má spíše mírné podnebí, pásem hor je oddělené od vlivu středozemního klimatu.

## Historie

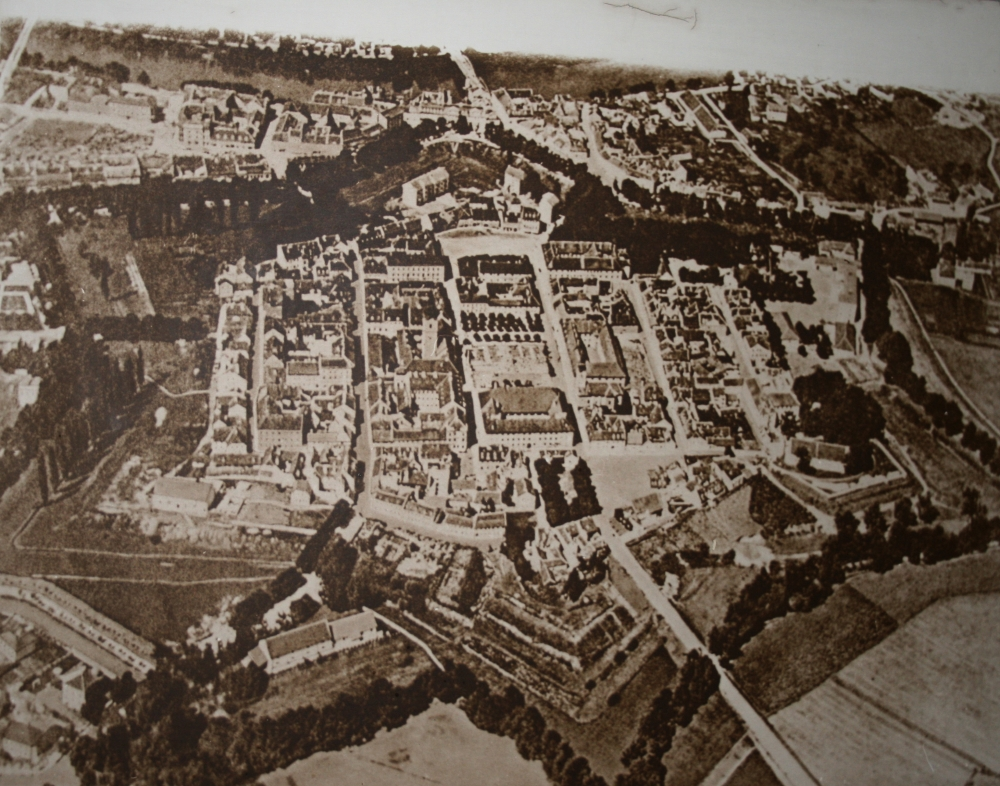
Historický letecký pohled na střed města

Karlovac je relativně mladé město, kde je doloženo dokonce i datum jeho vzniku (13. července 1579). Město se rozvinulo z původní pevnosti, která byla založena pro ochranu centrálního Chorvatska od tureckých vpádů. Za vhodné místo byl vybrán soutok řek Korana a Kupa, v blízkosti staré vesnice Dubovac na území, které patřilo rodu Zrinských. Soutok řek byl vybrán záměrně; močály a bažiny by byly pro případné vedení bitvy těžko průchodné, a tak pevnost mohla turecké vojsko rovněž odstrašit.
Své jméno (původně německy Karlstadt) získalo podle rakouského arcivévody Karla II. Štýrského. Plán ulic byl vypracován v souladu s představou ideálního renesančního města, jako šesticípá hvězda s centrálním náměstím a ulicemi, které se kříží v pravých úhlech. Připravil jej Matija Gambon, pevnostní opevnění pak byla dílem George von Khevenhüllera z Německa.
V roce 1580 byl na centrálním náměstí vybudován kostel (zasvěcený svaté Trojici), nicméně o čtrnáct let později jej zničil (spolu s řadou budov v centru města) požár. Osmanská říše obléhala město celkem sedmkrát, vždy ovšem neúspěšně. Poslední obléhání se uskutečnilo v roce 1672.
V letech 1607 a 1630 zasáhly Karlovac povodně. Časté byly i epidemie moru a dalších nemocí. Proto se do města neustále dosidlovali další lidé z různých krajů i zemí. V roce 1645 přišlo do Karlovace 300 německy mluvících rodin.
Od svého založení až do roku 1693 byl Karlovac pod vojenskou správou, a teprve po tomto roce získal omezenou samosprávu. Město potřebovalo expandovat za linie původního opevnění a turecké nebezpečí se zdálo již být alespoň částečně zažehnáno.
V první polovině 18. století byla postavena tzv. Karolinská cesta, která z Karlovace směřovala dále na jihozápad a umožnila propojení centrální části Chorvatska s dalmatským pobřežím. Později byly vybudovány i další, např. Lujzinska cesta nebo Jozefinska cesta. Pojmenovány byly podle dobových panovníků, ovlivněny byly také i francouzskou správou v oblasti Dalmácie.

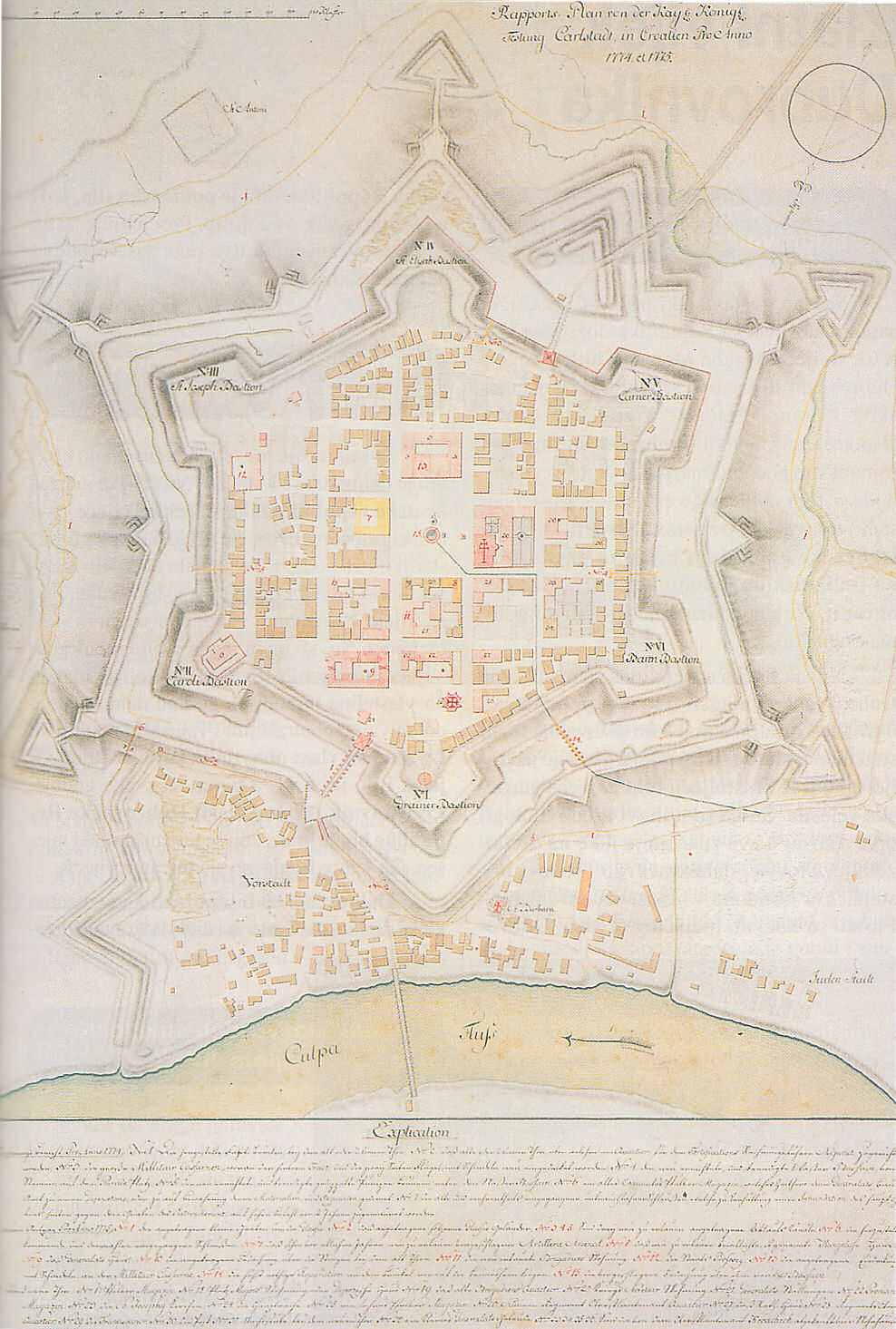
Původní plán města

Svobodným královským městem se Karlovac stal v roce 1776 z rozhodnutí Marie Terezie. Bylo zde také otevřeno v témže roce gymnázium. V roce 1773 zasáhla město epidemie moru, která si vyžádala značné oběti na životech.[zdroj?] Vybudovány byly v této době i nové cesty, a to do Rijeky a Senje k moři. Roku 1787 mělo město 2 740 obyvatel.[zdroj?] V roce 1809 do města vstoupili Francouzi, kteří obsadili část tehdejšího Chorvatska. Uskladnili zde zbraně a střelný prach, pobývali v Karlovaci až do roku 1813.
Během 18. a 19. století se stal Karlovac jedním z nejrozvinutějších měst na území centrálního Chorvatska. Tomu dopomohl především rozvoj obchodu, který byl realizován prostředním lodní dopravy na řece Kupě. Daňové zatížení místního obyvatelstva patřilo na začátku 19. století nejvyšším v zemi. Dne 13. dubna 1896 zde vzniklo místní sdružení Strany práva, která získala od místního obyvatelstva značnou podporu, což dokládají úspěšně vyhrané volby. Strana práva dala městu celkem čtyři starosty (Josipa Vrbaniće, Ivana Banjavčiće, Božidara Vinkoviće a Gustava Modrušana). V téže době se Karlovac průmyslově poměrně intenzivně rozvíjel. Byl jedním z měst Záhřebské župy, která existovala v Chorvatsku v rámci Uherska. V 70. a 80. letech 19. století byla do Karlovace zavedena železnice. V téže době byl co do počtu obyvatel třetím největším městem na území tehdejšího Chorvatska.
V roce 1896 odkoupilo město hrad Dubovac a nechalo jej za vlastní prostředky zrekonstruovat.
Během první světové války zahynulo na různých evropských bojištích celkem 117 Karlovčanů. V závěru konfliktu vypukla epidemie španělské chřipky, která si vyžádala nemalý počet obětí. Byla stržena část původních hradeb kolem středu města.
V roce 1918 se stal Karlovac součástí Království Srbů, Chorvatů a Slovinců a později Jugoslávského království. Za druhé světové války byl součástí nezávislého státu Chorvatsko. Docházelo zde k četným útokům mezi většinovým chorvatským a menšinovým srbským obyvatelstvem. Za války byl také jako symbol srbského obyvatelstva poničen pravoslavný kostel sv. Mikuláše. Dne 7. května 1945 bylo město osvobozeno od fašismu.
Během existence SFRJ bylo město zprůmyslněno. V rámci prvního pětiletého plánu zde byla vybudována továrna na letecké turbíny, která nejprve nesla název podle Edvarda Kardelje a později byla známá jako Jugoturbina. V roce 1955 pronesl v Karlovaci Josip Broz Tito projev, ve kterém se věnoval problematice jugoslávského hospodářství, především v jeho orientaci na spotřební průmysl[zdroj?] a uvolňování opasku. V roce 1949 se Karlovac stal centrem Karlovacké oblasti, správní jednotky v rámci chorvatské socialistické republiky v rámci Jugoslávie. Jugoslávský režim zde postupoval proti tzv. "kulakům" v rámci znárodnění striktněji, než v jiných částech tehdejšího Chorvatska.
Jako jedno z mála získalo v 70. letech 20. století i dálniční spojení se Záhřebem. Dálnice, které měla směřovat na chorvatské pobřeží Jaderského moře byla u Karlovace ukončena až do 90. let 20. století, neboť jugoslávský stát nedokázal vynaložit dostatek finančních prostředků na její dokončení. Nedostatek peněz a ekonomické problémy Jugoslávie se projevovaly také i stávkami dělníků karlovackých podniků, poprvé v roce 1960. I přesto bylo nicméně revitalizováno historické jádro Karlovace.
Na začátku chorvatské války za nezávislost byl Karlovac velmi rychle obsazen jednotkami Jugoslávské lidové armády, které měla v blízkosti města 19 objektů plně obsazených vojáky. Na přelomu let 1991 až 1992 bylo město ostřelováno granátomety. Během této války ve městě padlo 255 lidí a okolo tisícovky bylo raněno. Útoky ještě pokračovaly v lednu 1992, červenci a září 1993, a potom ještě v lednu až srpnu 1995. Chorvatská armáda vstoupila do města dne 7. srpna 1995. Velkosrbští teoretici chtěli západní hranici svého státu ukotvit na linii, tvořenou několika městy středního Chorvatska, včetně Karlovace.

## Obyvatelstvo
V roce 2011 žilo v Karlovaci 55 705 obyvatel, z toho 46 833 obyvatel žilo v užším centru města. 88,21 % obyvatelstva je chorvatské národnosti, 8,02 % obyvatelstva se hlásí k národnosti srbské, 0,45 % obyvatel se považuje za Bosňany a 0,43 jako Albánce.
Počet obyvatel města se dlouhodobě pohybuje okolo padesáti tisíc; v roce 1991, před Chorvatskou válkou za nezávislost, žilo v Karlovaci 81 319 obyvatel, z nichž cca 50 tisíc bylo chorvatské národnosti, dvacet tisíc Srbů a zbytek tvořili příslušníci dalších národností SFRJ.
V roce 2001 mělo 50 % obyvatel města alespoň dokončené středoškolské vzdělání, 5 % vzdělání vyšší a 8 % vzdělání vysokoškolské.
Počet obyvatel se od konce 19. století vyvíjel v Karlovaci následujícím způsobem:
- 1880 – 26947
- 1890 – 30339
- 1900 – 32608
- 1910 – 34713
- 1921 – 35171
- 1931 – 41120
- 1948 – 44974
- 1953 – 50342
- 1961 – 58013
- 1971 – 63887
- 1981 – 69622
- 1991 – 73426
- 2001 – 59395
- 2011 – 55705

V Karlovaci byl natočen videoklip Michaela Jacksona pro píseň Earth Song.

## Ekonomika

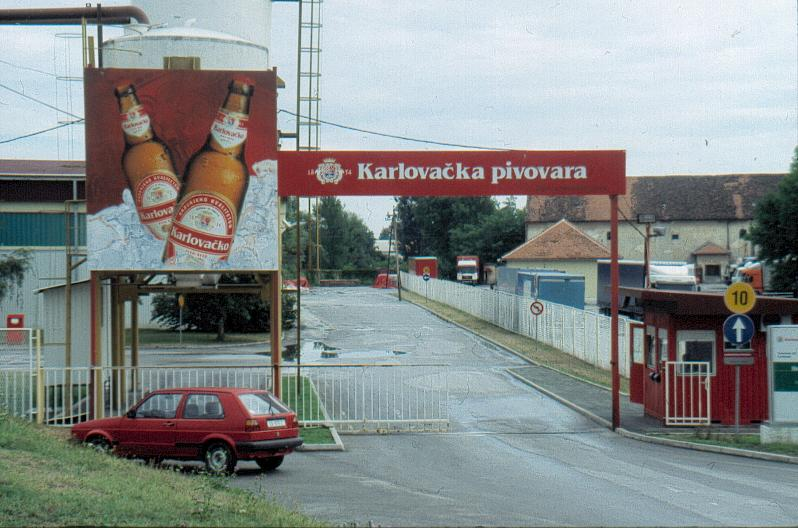
Pivovar společnosti Karlovačka pivovara

Karlovac je v Chorvatsku znám jako město s rozvinutým obchodem. K tomu přispěla především dobrá poloha města na hlavním tahu mezi Záhřebem a Rijekou. Nemalý význam na rozvoj Karlovace měla také rozsáhlá kasárna, kterou zde Rakousko-Uhersko mělo kvůli nedaleké Vojenské hranice.
Hlavní vlna Industrializace Karlovace se uskutečnila po druhé světové válce, kdy ve městě i v jeho okolí vznikly nové továrny a průmyslové podniky. Mezi největší z nich patřila Karlovačka industrija mlijeka (KiM), Tvornica obuće Josip Kraš na výrobu obuvi, potom podniky společností Žitoproizvod, Jugoturbina a v celé bývalé Jugoslávii velmi populární Karlovacký pivovar který je znám svým pivem Karlovačko.
Po roce 1991 došlo k ekonomickému oslabení a ztrátě významu původních podniků. Život v průmyslových zónách na okraji města utichl; areál společnosti Jugoturbina byl rozdělen na několik menších komplexů, otevřely zde závody některé společnosti ze západní Evropy, jako např. Alstom. V roce 2007 byla srovnána se zemí továrna na výrobu obuvi a na jejím místě vyrostla prodejna společnosti Lidl. Usídlila se sem rovněž i společnost HS Produkt, která se zabývá výrobou zbraní a zaměstnává přes tisíc lidí.
Vzhledem k historickému centru města je ekonomicky důležitá také turistika. V roce 2010 byla většina návštěvníků města domácích (33 %), mezi zahraničními návštěvníky byli nejvíce zastoupeni Němci (12 %) a Poláci (7 %). Celkem počet přenocování dosáhl 34 000. 
V roce 2010 bylo nejvíce osob zaměstnáno ve zpracovatelském průmyslu, následovala veřejná správa a obrana (18,9 %). V roce 2011 bylo bez práce na území Karlovacké župy celkem 17,9 % práceschopného obyvatelstva.
V rámci zlepšení životního prostředí se město rozhodlo modernizovat způsob dálkového vytápění za pomoci využití geotermální energie.

## Administrativní dělení

### Město
Samotné město Karlovac (chorvatsky Grad Karlovac) se z administrativního hlediska dělí na 12 čtvrtí a 26 místních komunit (chorvatsky Mjesne zajednice). Je to zároveň hlavní město Karlovacké župy (chorvatsky Karlovačka županija).
- Banija
- Drežnik-Hrnetić
- Dubovac
- Gaza
- Grabrik
- Luščić-Jamadol
- Novi Centar
- Rakovac
- Švarča
- Turanj
- Zvijezda

Mezi vesnice, které přímo patří pod Karlovac, patří např. Borlin, Brodarci, Donja Jelsa, Donje Pokupje, Drežnik, Goljaki Turanjski, Gornja Jelsa, Gornje Mekušje, Gradac, Grahotovo Selo, Hrnetić, Ilovac, Jelaši, Kalinovac, Kalvarija, Kamensko, Logorište, Mala Jelsa, Mala Švarča, Novaki, Orlovac, Rebar, Sajevac, Strmac, Sveta Margareta, Udbinja, Velika Jelsa, Vučjak, Zagrad a Zastinje. Ke Karlovaci patří dále také velké množství osad.

### Opčina
Opčina města Karlovac se skládá dohromady z 52 sídel. Kromě samotného Karlovace a vesnic Cerovac Vukmanićki a Tušilović však žádná z nich nepřekračuje 500 obyvatel. V šestnácti vesnicích žije méně než padesát obyvatel, přičemž jedna z těchto osad, Šebreki, je od roku 1991 zaniklá.
- Banski Kovačevac – 90 obyvatel
- Banski Moravci – 37 obyvatel
- Blatnica Pokupska – 32 obyvatel
- Brezova Glava – 142 obyvatel
- Brežani – 107 obyvatel
- Brođani – 38 obyvatel
- Cerovac Vukmanićki – 787 obyvatel
- Donja Trebinja – 10 obyvatel
- Donje Mekušje – 193 obyvatel
- Donji Sjeničak – 52 obyvatel
- Gornja Trebinja – 145 obyvatel
- Gornje Stative – 393 obyvatel
- Gornji Sjeničak – 79 obyvatel
- Goršćaki – 121 obyvatel
- Husje – 153 obyvatel
- Ivančići Pokupski – 11 obyvatel
- Ivanković Selo – 3 obyvatel
- Ivošević Selo – 4 obyvatel
- Kablar – 82 obyvatel
- Karasi – 54 obyvatel
- Karlovac – 41 869 obyvatel
- Klipino Brdo – 6 obyvatel
- Kljaić Brdo – 13 obyvatel
- Knez Gorica – 106 obyvatel
- Kobilić Pokupski – 35 obyvatel
- Konjkovsko – 6 obyvatel
- Koritinja – 82 obyvatel
- Ladvenjak – 402 obyvatel
- Lipje – 39 obyvatel
- Luka Pokupska – 328 obyvatel
- Mahićno – 456 obyvatel
- Manjerovići – 8 obyvatel
- Okić – 43 obyvatel
- Popović Brdo – 200 obyvatel
- Priselci – 95 obyvatel
- Rečica – 489 obyvatel
- Ribari – 77 obyvatel
- Skakavac – 227 obyvatel
- Slunjska Selnica – 65 obyvatel
- Slunjski Moravci – 55 obyvatel
- Šebreki – 0 obyvatel
- Šišljavić – 358 obyvatel
- Tušilović – 532 obyvatel
- Tuškani – 239 obyvatel
- Udbinja – 41 obyvatel
- Utinja – 5 obyvatel
- Vodostaj – 298 obyvatel
- Vukmanić – 194 obyvatel
- Vukoder – 88 obyvatel
- Zadobarje – 315 obyvatel
- Zagraj – 59 obyvatel
- Zamršje – 144 obyvatel

## Pamětihodnosti
Většina kulturních památek a zajímavostí se nachází v historickém jádru města, které vzniklo jako renesanční město - někdy bývá přezdíváno jako hvězda (chorvatsky zvijezda). Má síť pravoúhlých ulic, na jeho okrajích jsou patrné pozůstatky původních bastionů. Je obklopené širším parkem, který jej odděluje od zbytku Karlovace. Centrum města je chráněno jako zóna A kulturně-historického urbanistického celku (chorvatsky kulturno-povijesna urbanistička cjelina).
V Karlovaci je evidováno 142 historicky významných budov (40 náboženského užití, 87 obytných/úředních, 5 vojenských a 10 s hospodářským využitím. Většina z nich se nachází právě v historickém jádru. Nalézt zde lze např. městské paláce, jakými je Draškovićův palác, ale i mnohé další, např.:

## Fotogalerie

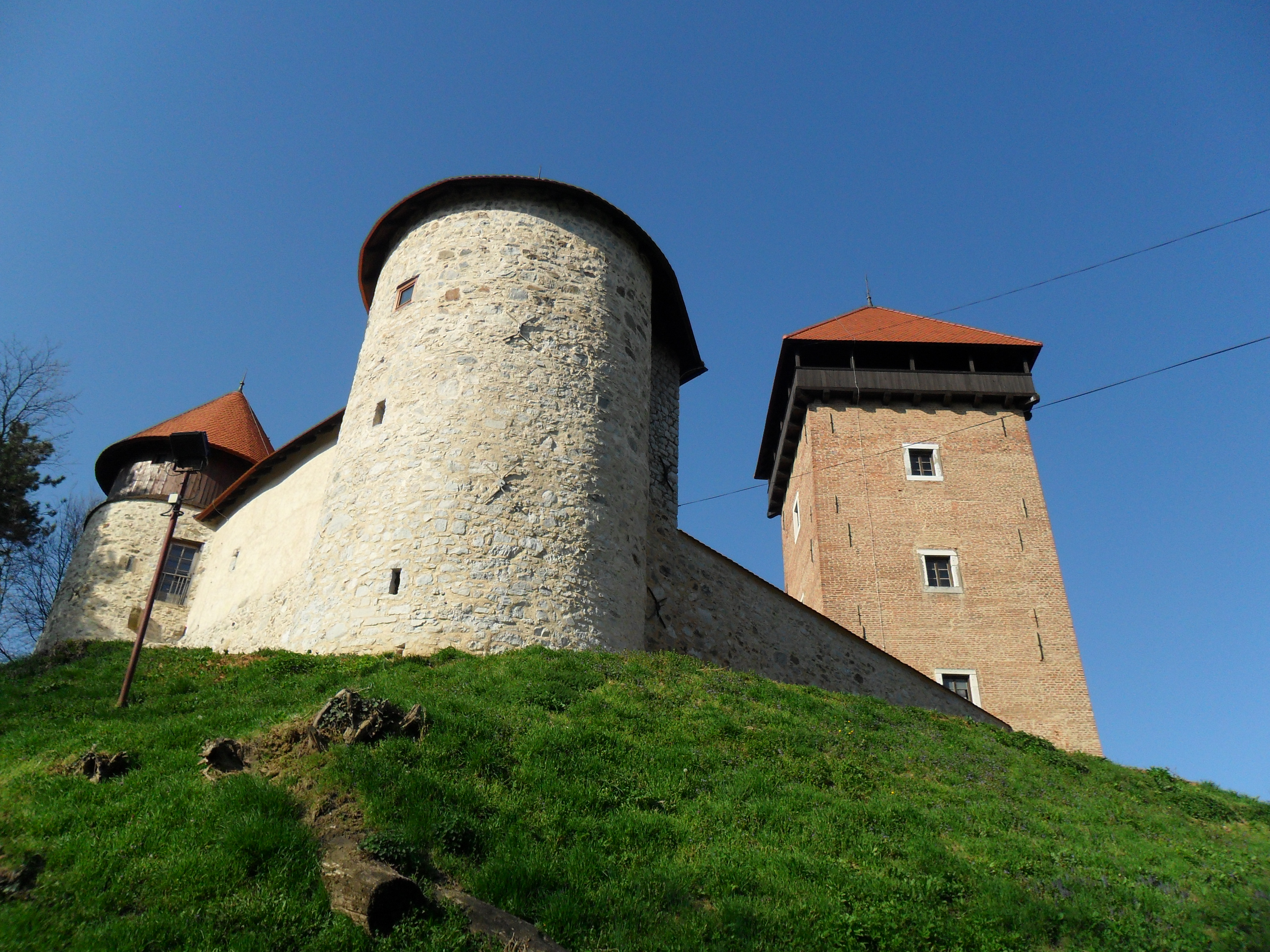
Hrad Dubovac
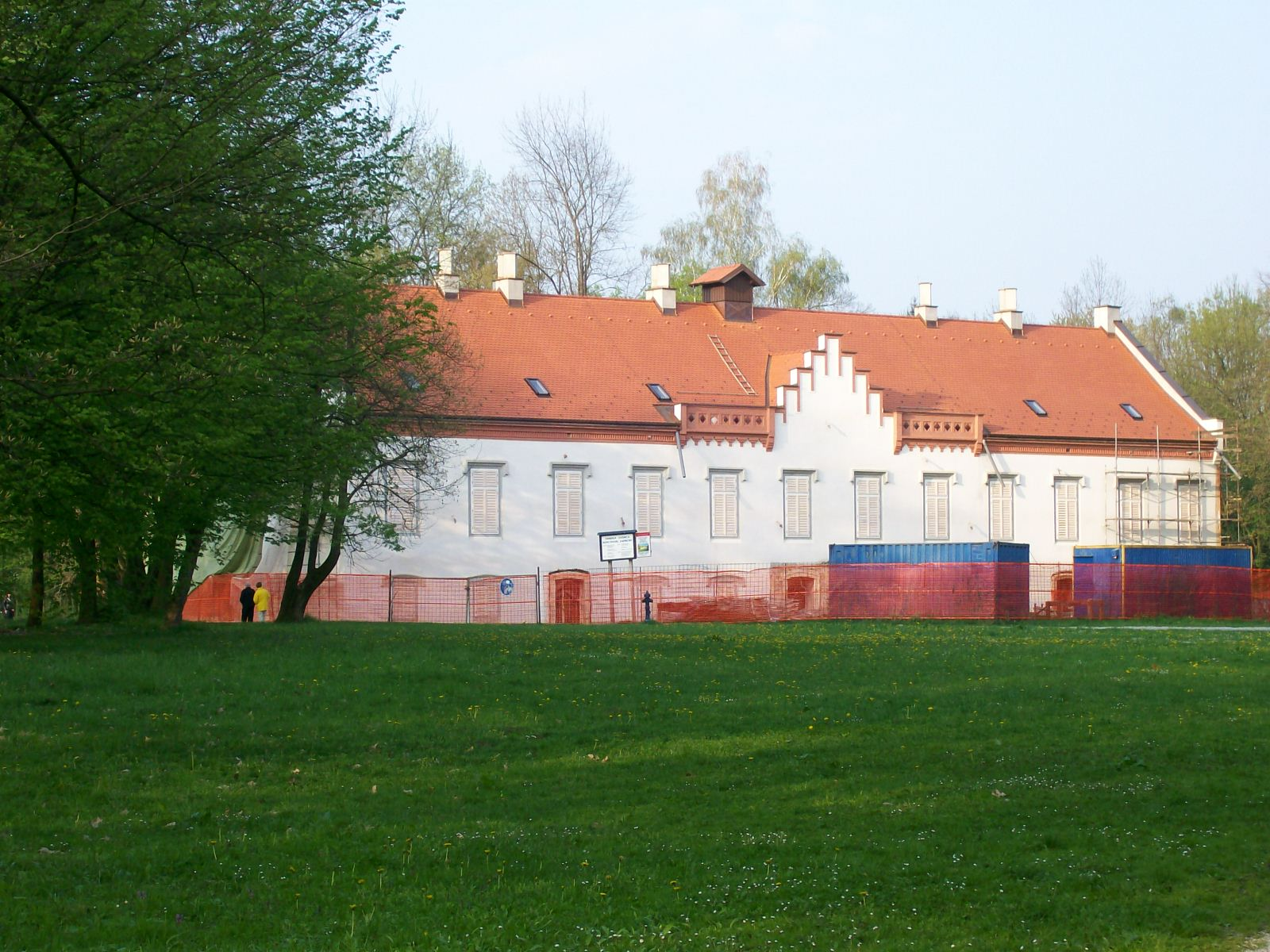
Zámek Zaprešić
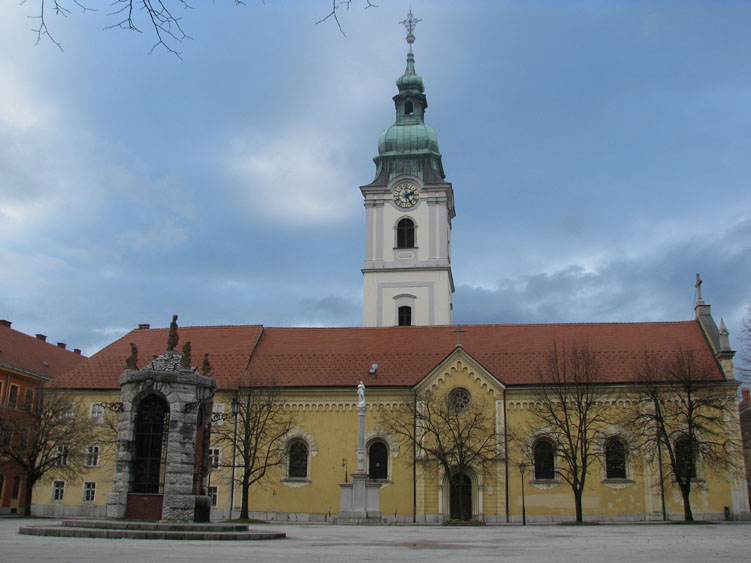
Františkánský klášter
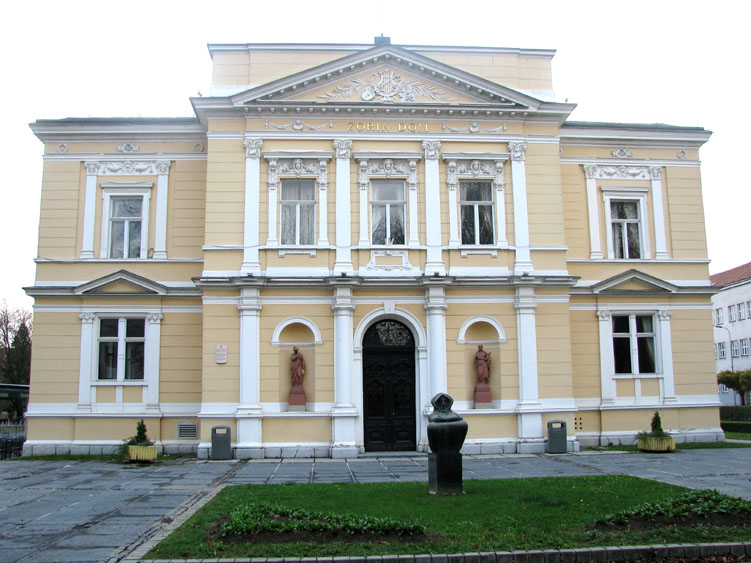
Městské divadlo
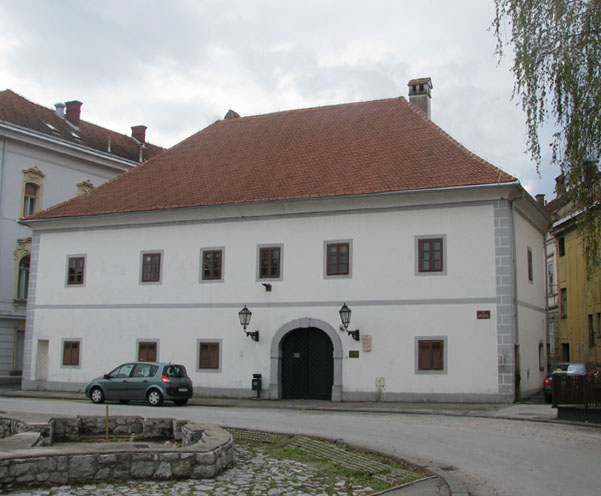
Městské muzeum
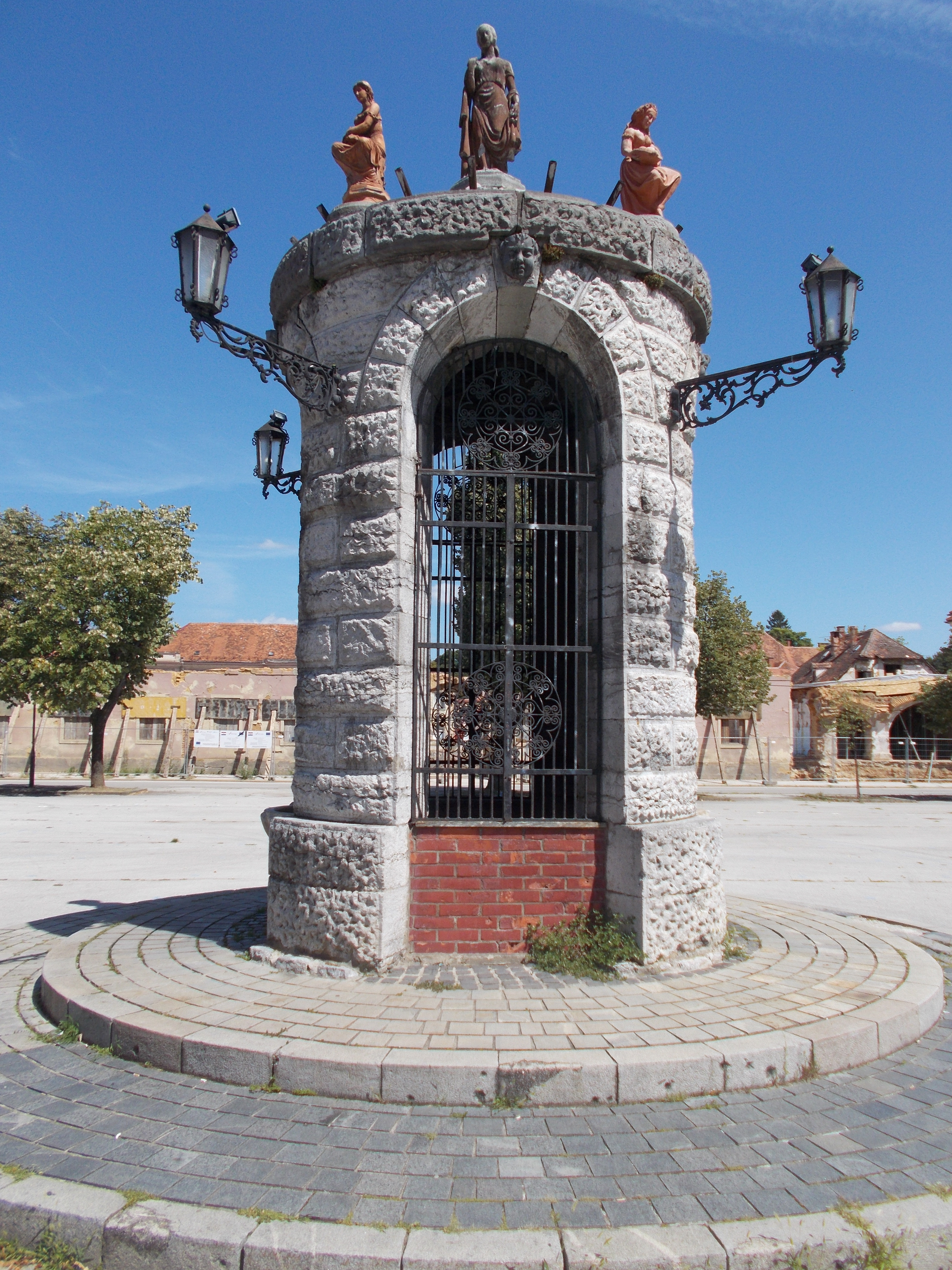
Studna na Jelačićově náměstí
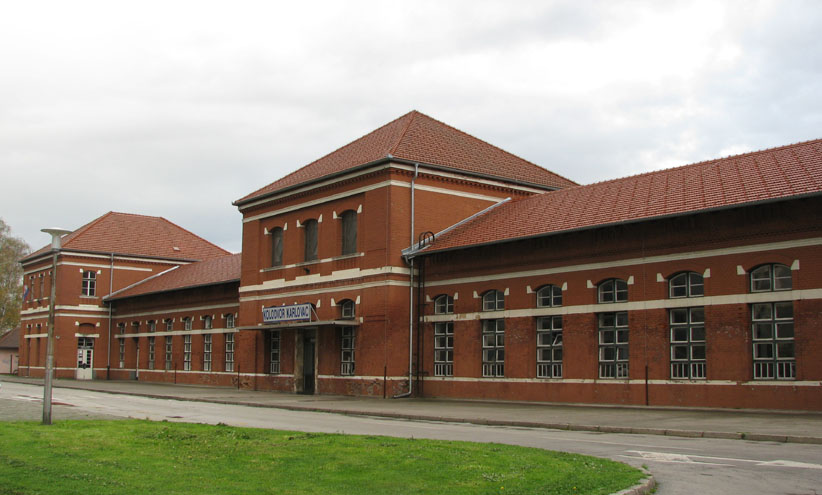
Nádraží
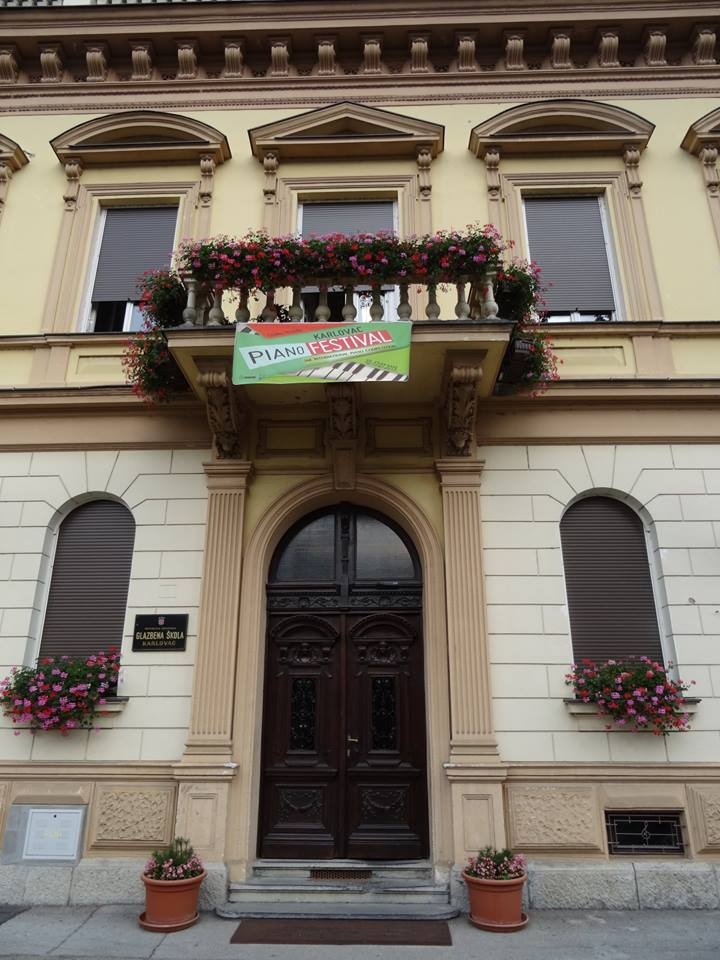
Hudební škola
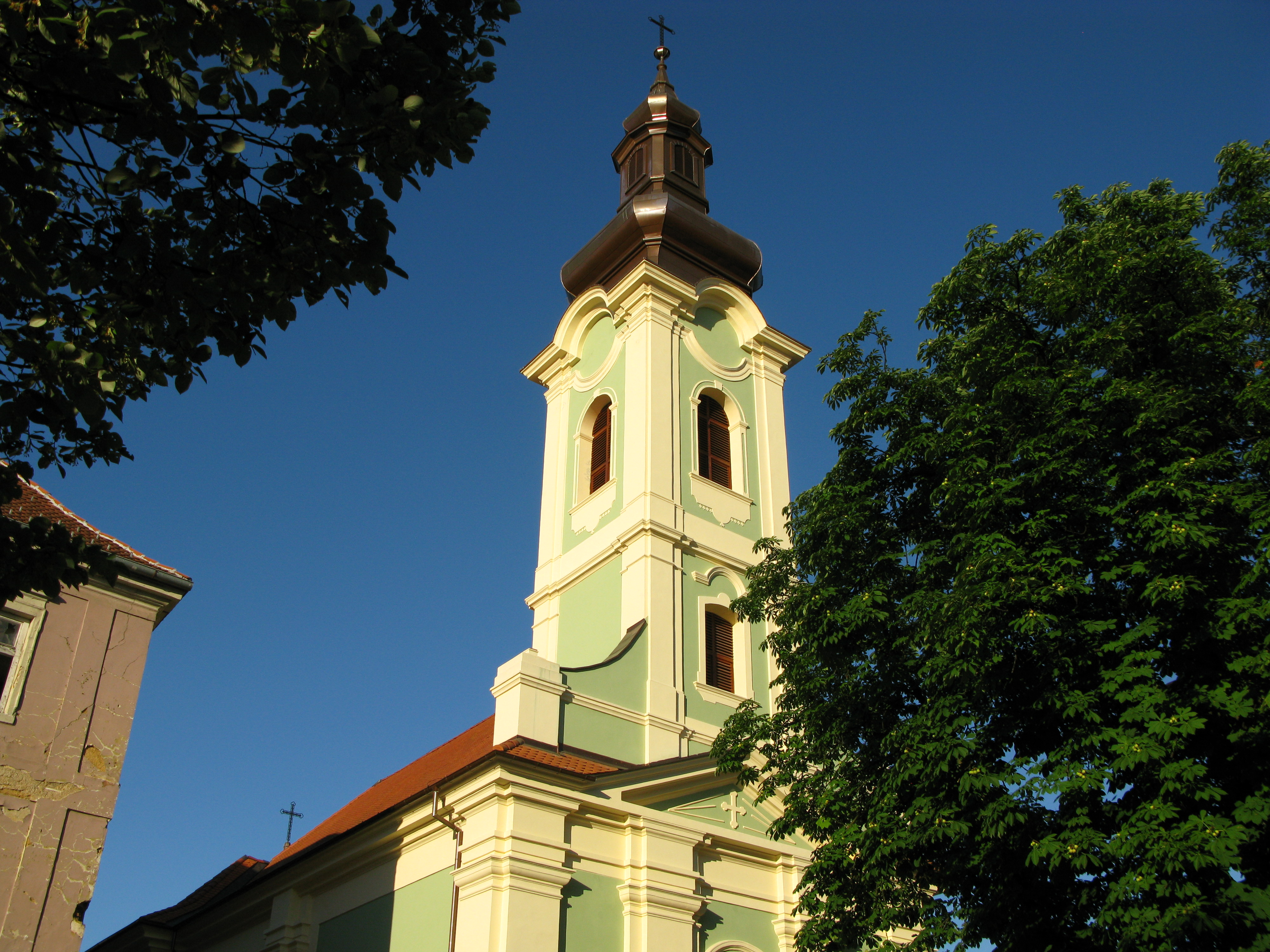
Kostel svatého Mikuláše
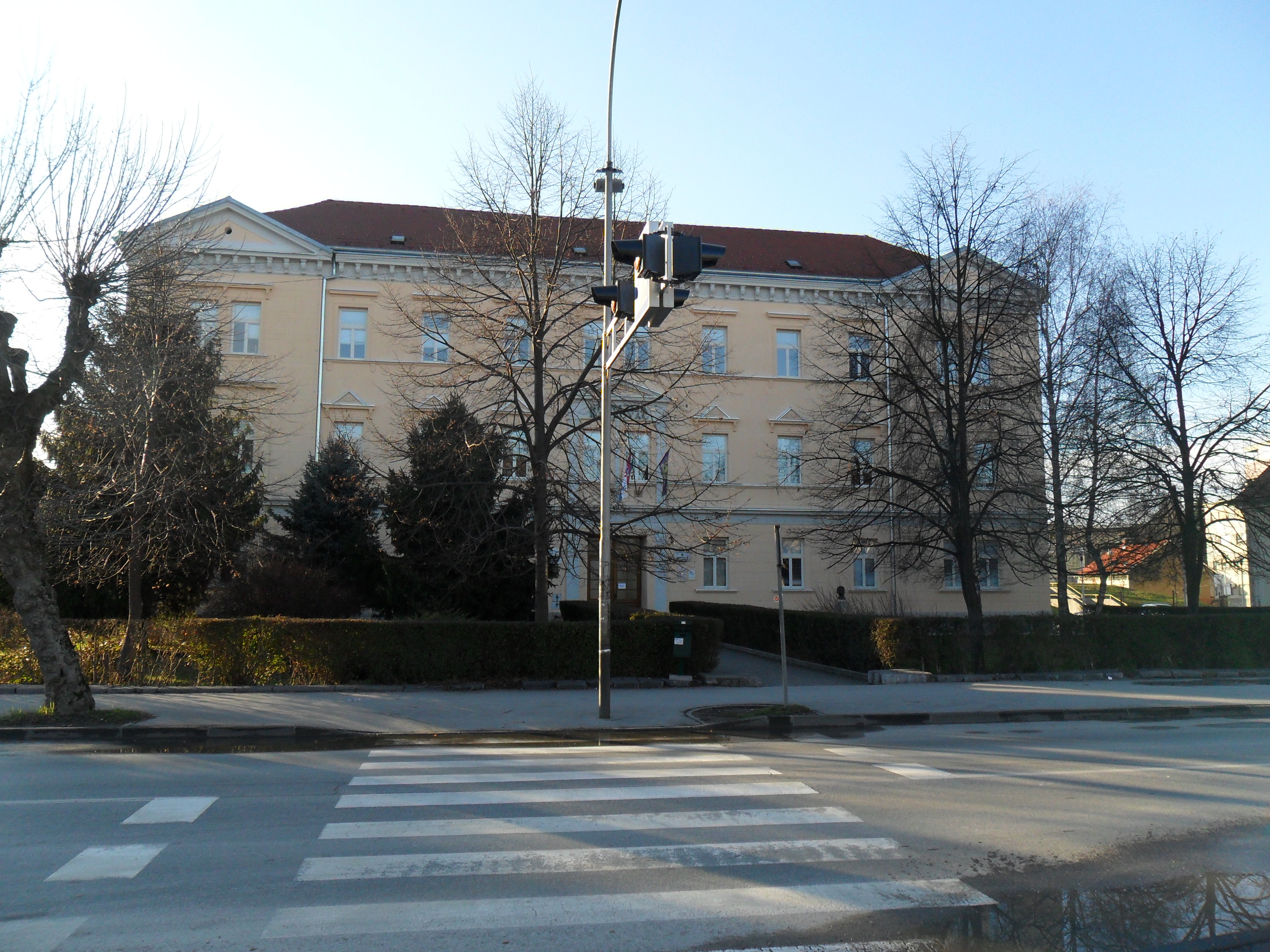
Gymnázium
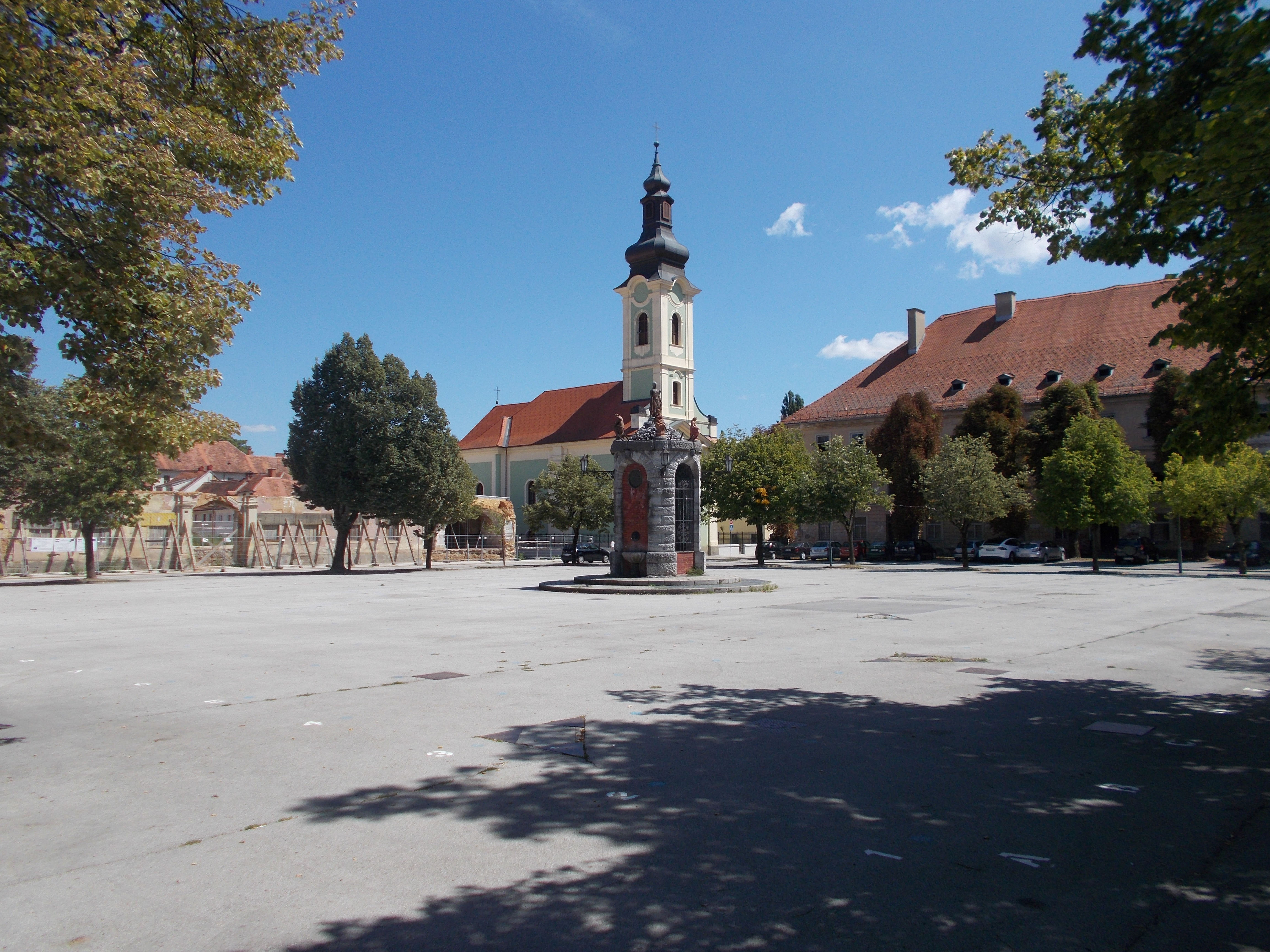
Hlavní náměstí
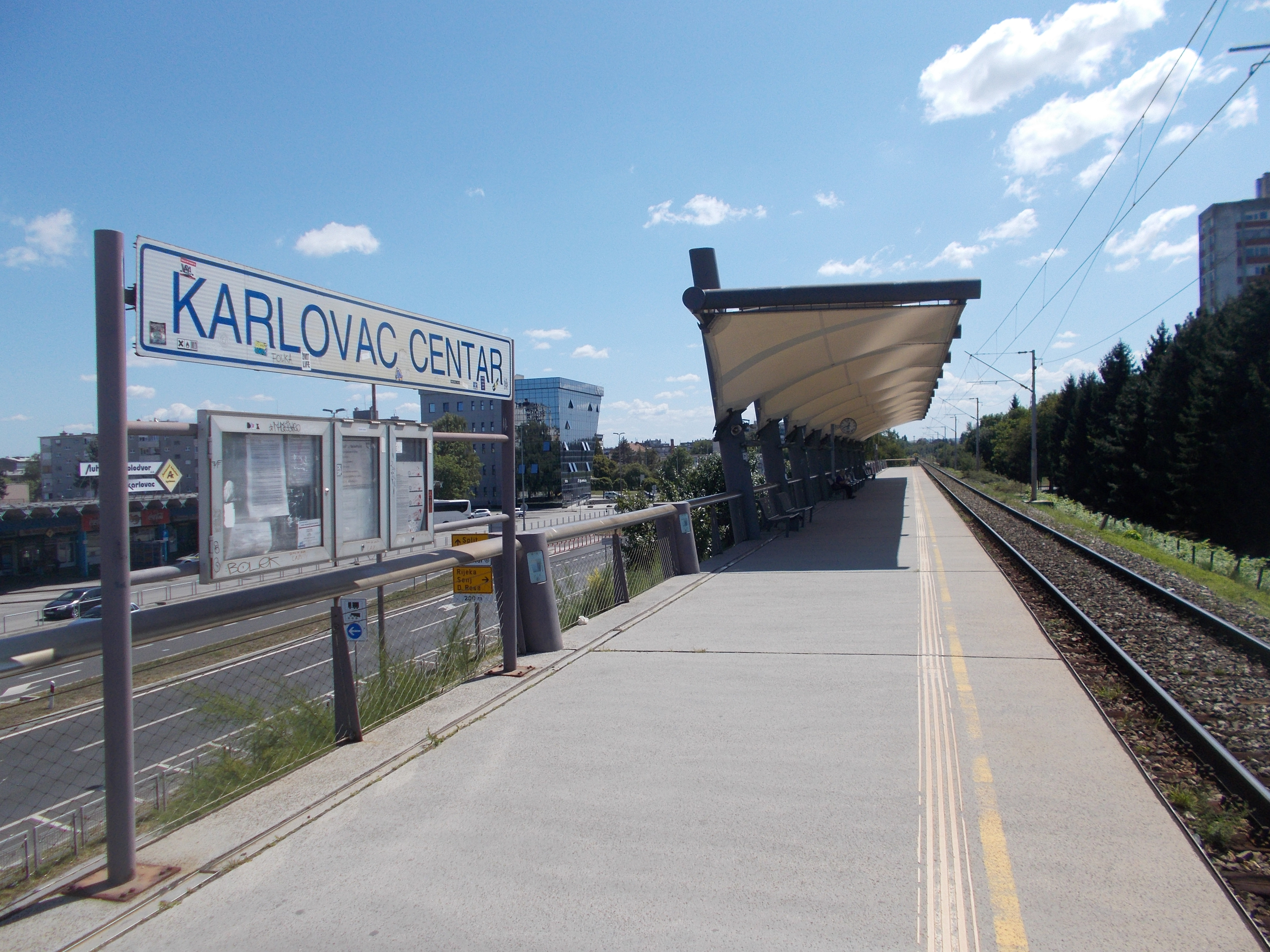
Železniční zastávka Karlovac-Centar
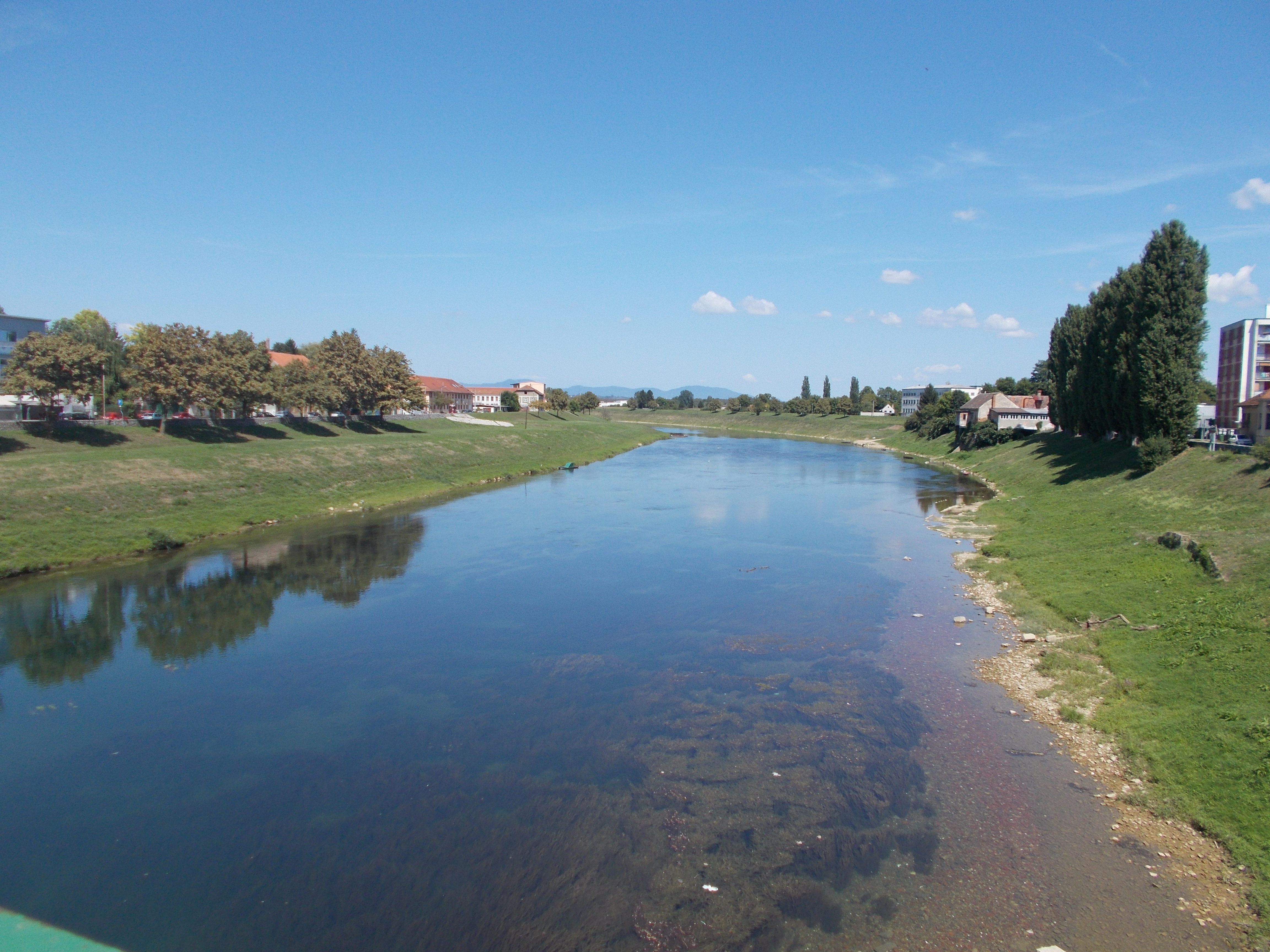
Řeka Kupa

## Kultura

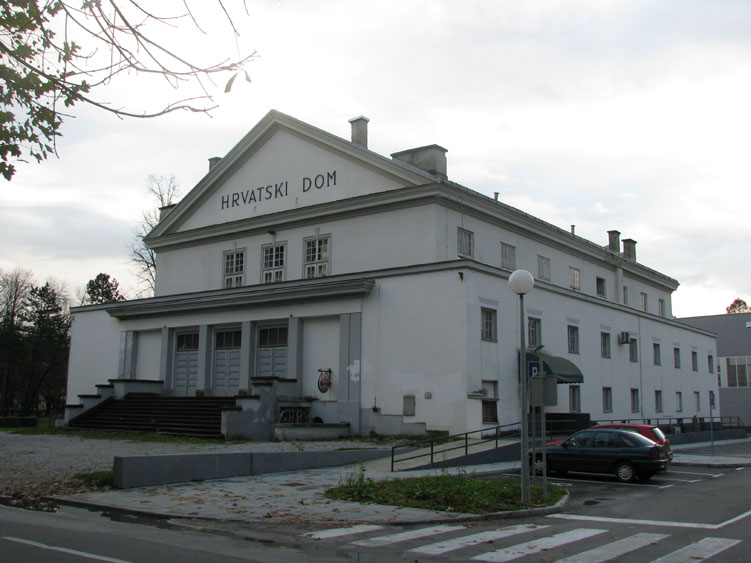
Kulturní centrum Chorvatský dům (Hrvatski dom)

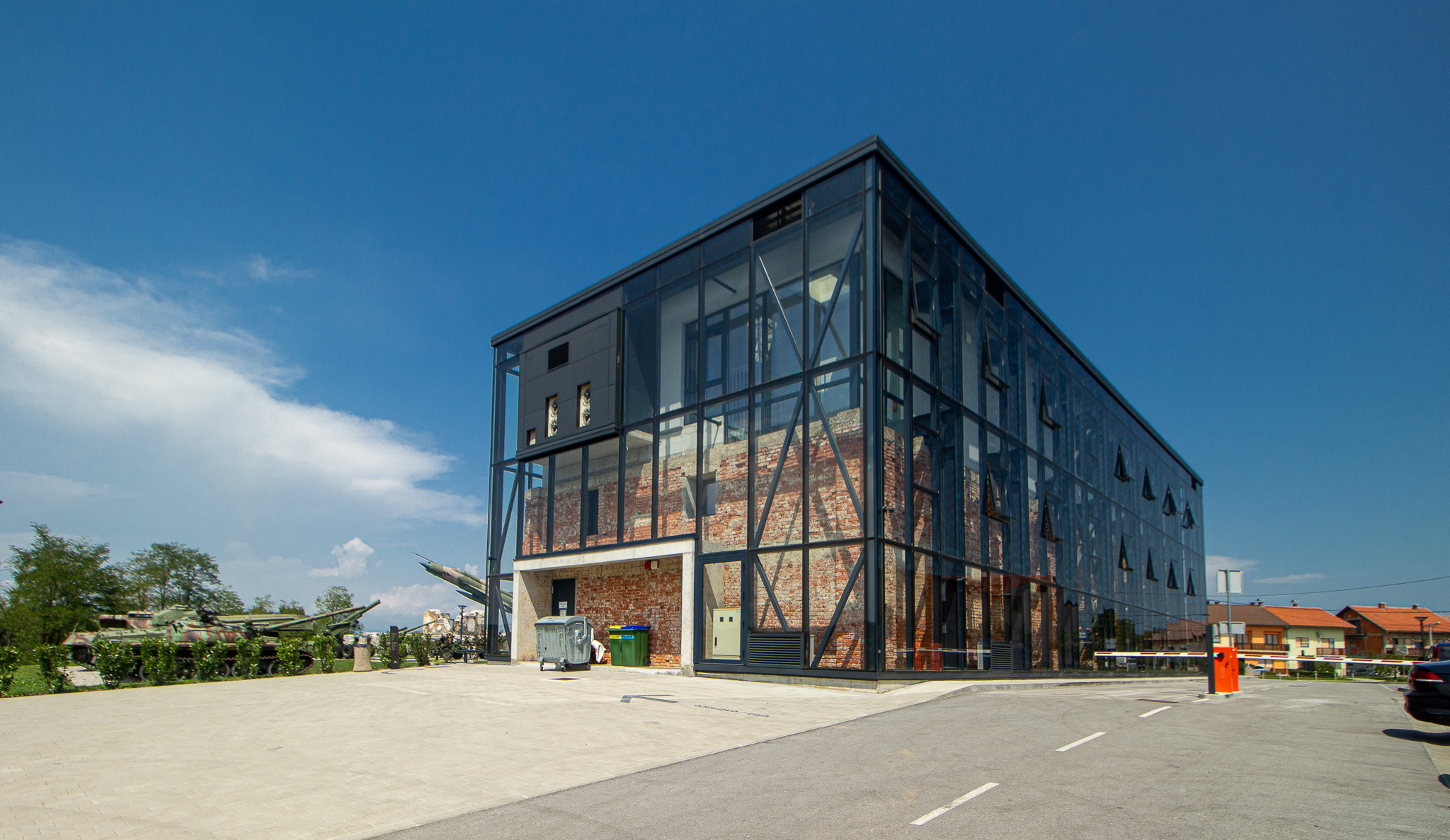
Muzeum občanské války v Turanji

V Karlovaci se nachází celá řada kulturních institucí, které měly značný vliv na rozvoj moderní chorvatské společnosti. Vznikla zde nejstarší chorvatská hudební škola, první pěvecký soubor Zora a první čítárna pro díla výhradně v chorvatštině. Městské divadlo nese název Zorin dom.
Místní městské muzeum má stálé expozice, které se věnují archeologickým nálezům z Karlovace a okolí, dále potom přírodovědě a etnologii, kultuře a dějinám, samotným dějinám a poslední expozice je pojata jako galerie malíře Vjekoslava Karase. Muzeum má několik budov, jedna se nachází na Strossmayerově náměstí č. 7, další v Šestićevě ulici apod. V roce 2022 získalo jako první v Chorvatsku titul "smart muzeum" (chorvatsky Pametni muzej).
Muzeum Chorvatské války za nezávislost stojí v lokalitě Turanj v areálu, který dříve sloužil různým armádám (rakousko-uherské, jugoslávské apod.). Během války zde probíhaly boje.
V Karlovaci se pravidelně pořádají každý rok tzv. Dny piva (chorvatsky Dani piva).
V Karlovci sídlí rovněž Eparchie hornokarlovacká Srbské pravoslavné církve.

## Doprava
Karlovac se nachází na hlavních dopravních tazích z chorvatské metropole Záhřebu směrem k dalmatskému pobřeží. Prochází tudy např. železniční trať ze Záhřebu do Rijeky, dále dálnice A1, silnice D1 a D3. Z hlavní dálnice vede do centra města čtyřproudý přivaděč.
Méně významné dopravní směry vedou např. do měst Metlika ve Slovinsku (ve stejném směru vede také regionální trať a dále do měst Glina, Velika Kladuša (v Bosně a Hercegovině) a Slunj. 
Dříve do Karlovace vedla ještě také železniční trať ze Sisaku přes Caprag, nicméně ta byla po chorvatské válce za nezávislost opuštěna. Hlavní silniční přivaděč i železniční trať procházejí městem v severo-jižním směru; Karlovac má dvě nádraží (hlavní nádraží, stanici Karlovac-Centar. Silniční přivaděč nikdy nebyl na své jižní straně zcela dobudován, což připomíná torzo dálničního mostu přes řeku Koranu.

## Sport

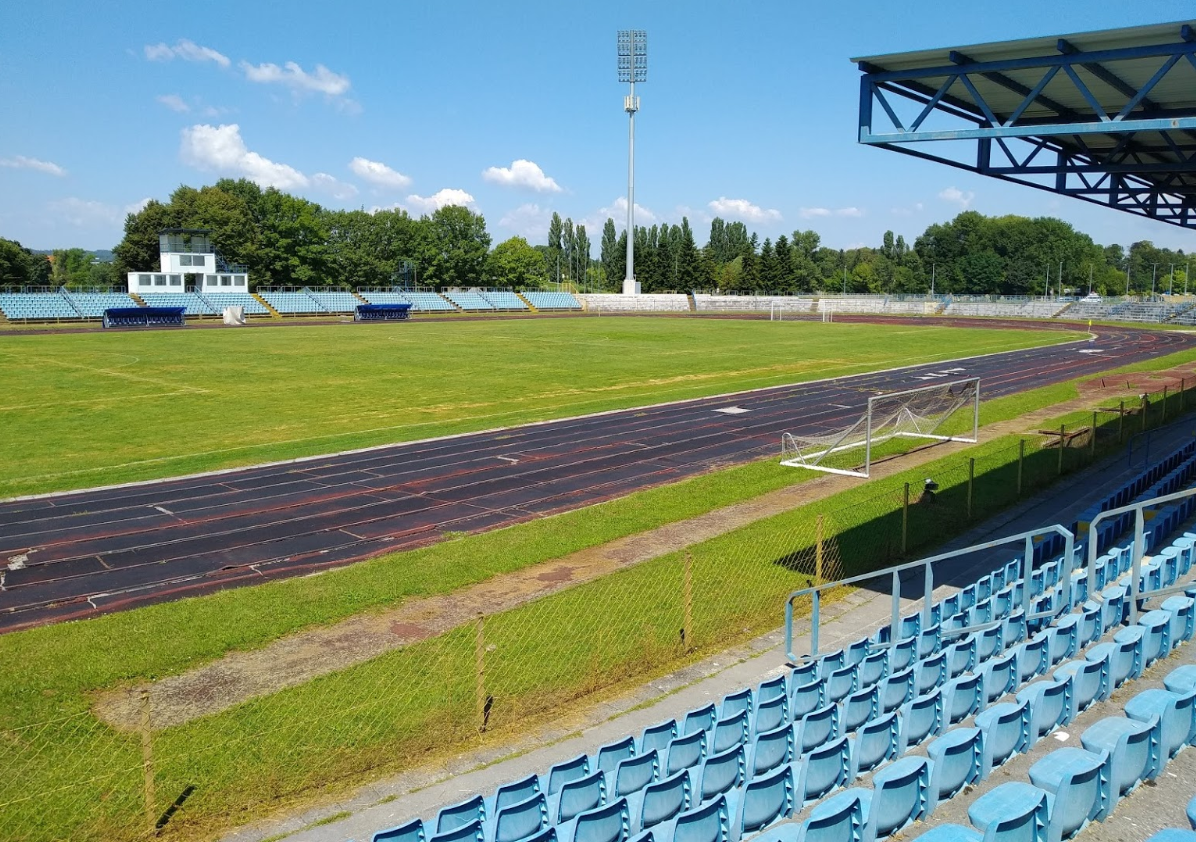
Fotbalový stadion.

V Karlovaci se v minulosti uskutečnilo několik větších sportovních akcí, jako např. Mistrovství světa v basketbalu mužů 1970, Mistrovství světa v basketbalu mužů 1975, část Univerziády v roce 1987 a Mistrovství světa v basketbalu žen 2003.
V období let 1959 až 1974 byl Karlovac znám také jako "město basketbalu". Po nějakou dobu zde působil výběr z americké ligy NBA s několika tehdy známými basketbalisty, jako byli např. Bill Russell, Oscar Robertson, Bob Cousy nebo Jerry Lucas. Nastupovali jako All stars tým proti výběru Chorvatska.
V současné době působí v Karlovaci následující sportovní týmy:
- NK Karlovac (bývalý účastník první chorvatské ligy)
- Gymnastický klub Sokol Karlovac (založen v roce 1885)
- Volejbalový tým Karlovac (v první chorvatské lize)
- Baseballový tým Kelteks
- Hokejový tým Karlovac

## Zdravotnictví

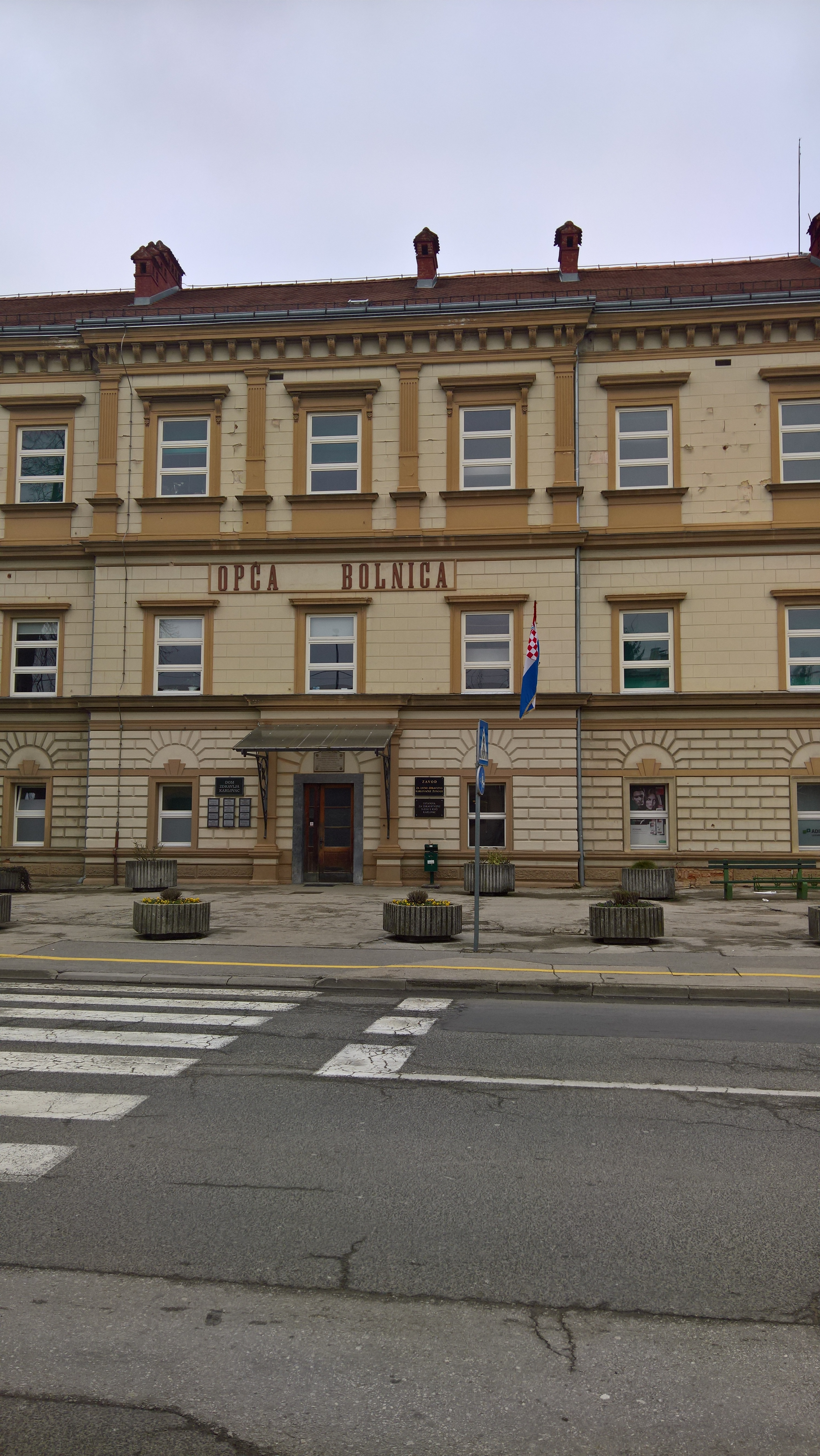
Jedna z nemocničních budov.

V Karlovaci se nachází Všeobecná nemocnice (chorvatsky Opća bolnica Karlovac).

## Významné osobnosti města
- Fran Krsto Frankopan (1643 – 1671), chorvatský šlechtic a národní hrdina
- Maksimilijan Vrhovac (1752 – 1827), záhřebský biskup
- Lukijan Mušicki (Temerin, 1777 – 1837), pravoslavný episkop
- Dragojla Jarnevićová (1812 – 1874), chorvatská obrozenecká spisovatelka
- Vjekoslav Karas (1821 – 1858), malíř
- Radoslav Lopašić (1835 – 1893), historik
- Milan Lenuzzi (1849 – 1924), chorvatský urbanista, autor tzv. Lenuzzijevy podkovy
- Ljudevit Rossi (Senj, 1850 - 1932), botanik a člen JAZU.
- Mihajlo Petrović (1863 – 1934), první srbský chirurg
- Oto Šolc (1913 – 1994), spisovatel
- Blaž Ćuk (1915-1975), akademický malíř
- Većeslav Holjevac (1917 – 1970), starosta Záhřebu
- Sergije Forenbacher (1921 – 2010), veterinář a akademik
- Dušan Dančuo (1923 – 2009), zpěvák
- Josip Vaništa (1924), malíř
- Stanko Lasić (1927), literární teoretik
- Gajo Petrović (1927 – 1993), filosof
- Slavko Mihalić (1928 – 2007), zpěvák, básník a akademik
- Slavko Goldstein (Sarajevo, 1928), spisovatel a publicista
- Đorđe Petrović (Moravice, 1933), akademický malíř
- Boris Mutić (1939 – 2009), sportovní novinář a televizní komentátor
- Zvonko Šiljac, (1944 – 2014), dirigent
- Slavko Cvitković (1950), sportovní novinář a televizní komentátor
- Alfred Freddy Krupa (1971), akademický malíř

## Partnerská města
- Alessandria, Itálie
- Kansas City, USA
- Kragujevac, Srbsko
- Sarajevo, Bosna a Hercegovina